# Морський канал (Санкт-Петербург)
Морський канал — штучний фарватер в Невській губі, що проходить від гирла річки Велика Нева до острова Котлін. Призначений для проходу суден у морський порт Санкт-Петербурга. Каналом можливий рух суден з осадкою не більше 11 метрів (на прісну воду), довжиною не більше 320 метрів і шириною не більше 42 метрів. На березі каналу розташований маяк «Лісовий Мол Створний Задній» (рос. Лесной Мол Створный Задний) — четвертий за висотою «традиційний» маяк у світі, найвищий маяк в Росії.

## Історія

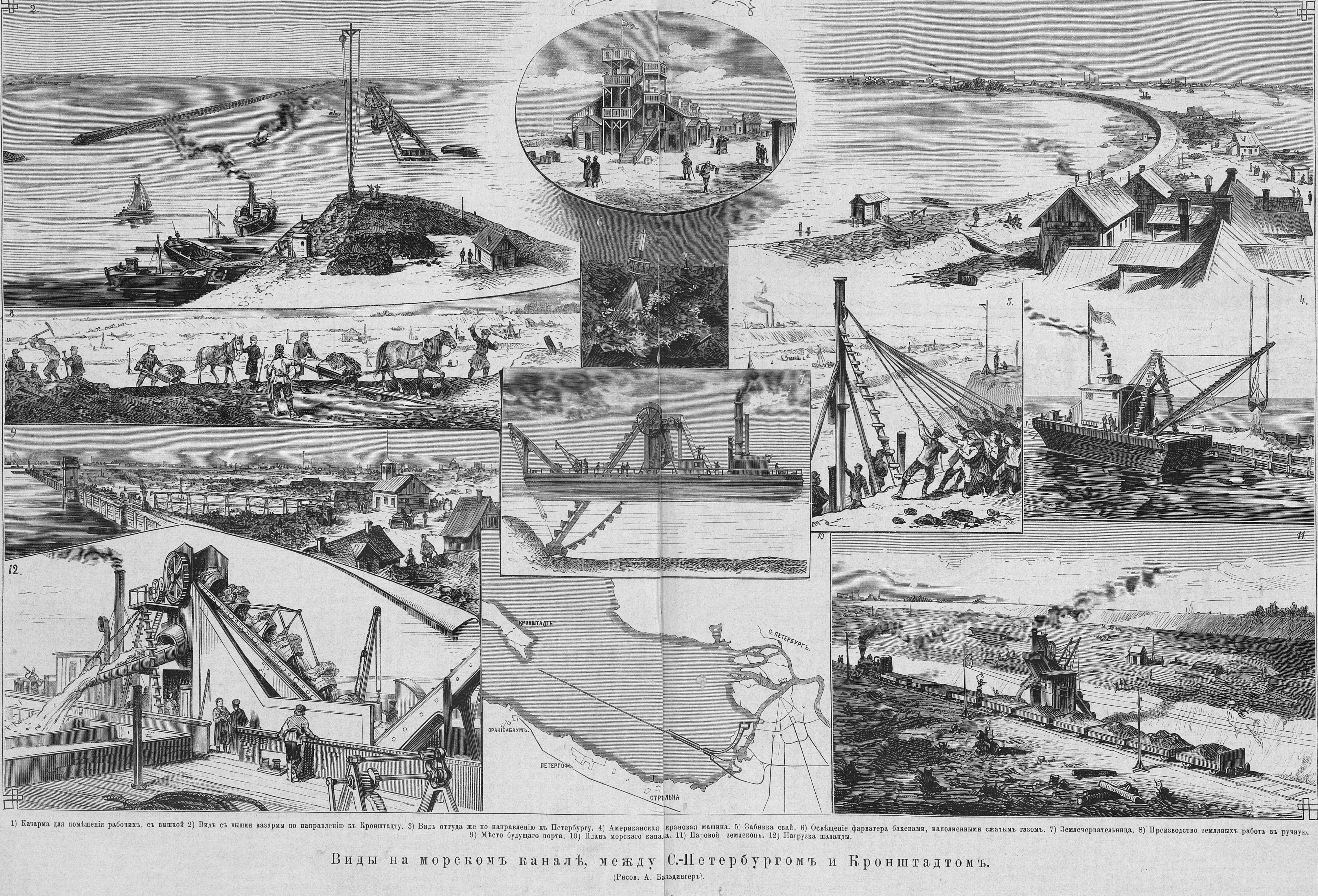
Будівництво каналу, 1881 рік

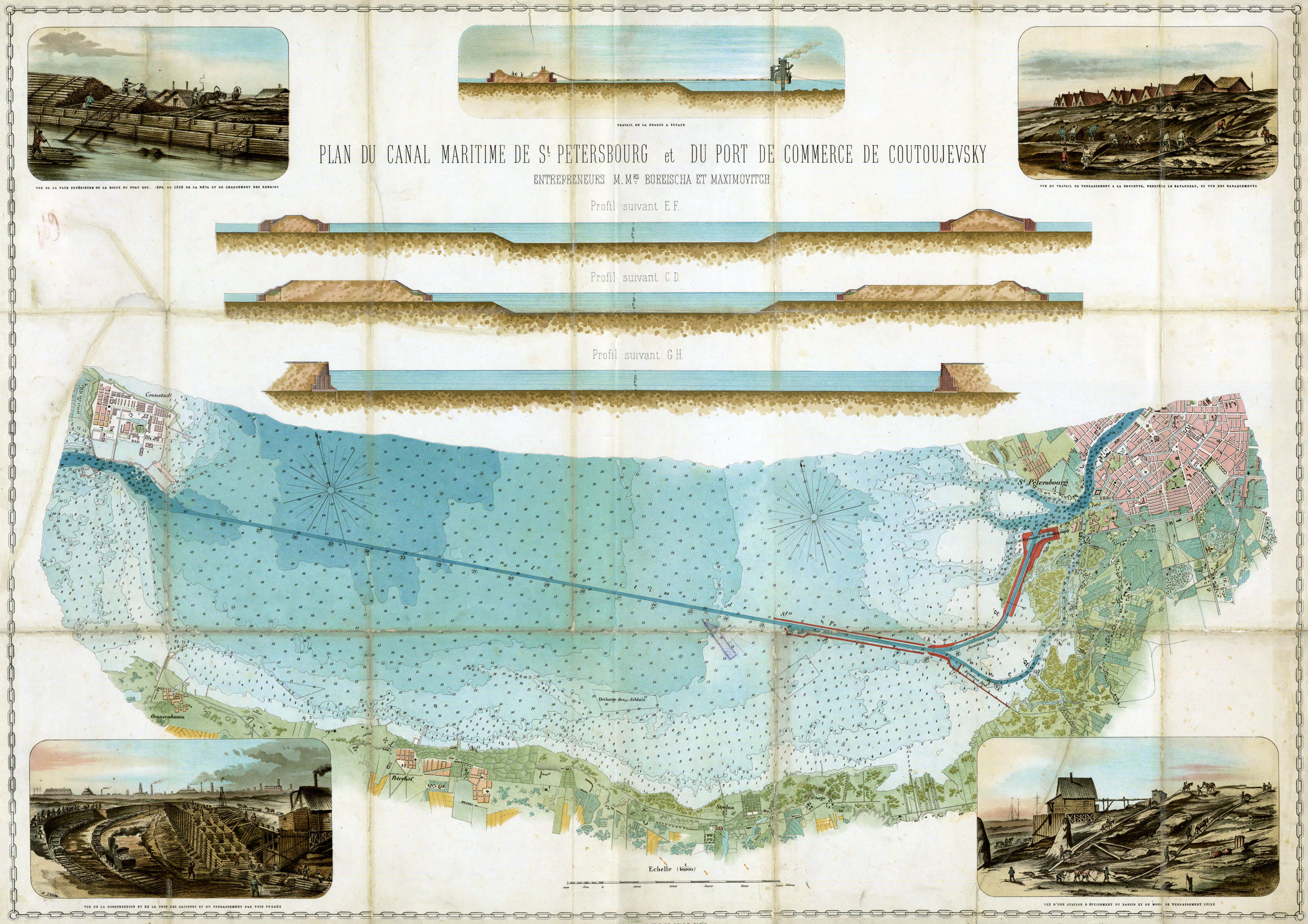
Морський канал на мапі 19 століття

На початку XIX століття портові потужності Санкт-Петербурга розміщувалися на берегах річки Неви. До причалів на Неві з моря вів складний, звивистий фарватер, що викликав значні труднощі для проходження великих суден. Осадка судна, здатного пройти в Петербург при середньому рівні води, не повинна була перевищувати 2,4 м. Судна з більшою осадкою могли проходити бари в гирлі Неви лише на камелях. З цих причин багато кораблів розвантажувалися в Кронштадті, а звідти вантажі перевозилися на невеликих судах в Петербург, тим самим сильно збільшуючи транспортні витрати. Так, за даними морського міністерства за 1830 рік, в Кронштадт прийшло 759 суден з товарами, а в Петербург — тільки 323. У 1868 році з 768 тис. тон імпортного вантажу в Петербург без перевантаження доставлено лише 208 тис. т.
Більше 20 років обговорювалися проєкти будівництва нового торгового порту. У проєкті інженера І. А. Заржецького пропонувалося розмістити порт на Гутуєвському острові зі спорудженням нового фарватера до Кронштадта. У січні 1872 року міжвідомчому комітету при Міністерстві шляхів сполучення під головуванням С. В. Кербедза доручили провести оцінку цих пропозицій. Вивчивши пропозиції, комітет підготував проєкт реконструкції Петербурзького порту і будівництва морського каналу, поклавши в основу ідею Й. А. Заржецького, підтриману і трохи перероблену випускником Морського корпусу, винахідником і великим впливовим підприємцем М. І. Путіловим. 13 червня 1874 року Олександр II затвердив положення «Про тимчасове управління по влаштуванню С.-Петербургского морського каналу» . Загальний напрямок каналу було затверджено Олександром II 21 серпня того ж року. 26 жовтня того ж року був підписаний «Контракт на виконання робіт і поставок із влаштування Санкт-Петербурзького каналу». Замовлення на роботи отримав М. І. Путілов «з товаришами».
Канал починається в гирлі Великої Неви, і далі проходить між Канонерським і Гутуєвським островами, потім повертає праворуч, в бік моря, де йде прямолінійно і закінчується, трохи не доходячи острова Котлін. Фарватер із санкт-петербурзького порту тут не закінчується і йде далі, але називається вже Кронштадтський корабельний фарватер (Фарватер № 2). У 2010-і роки Морський канал, що з'єднує Петербург з Фінською затокою, мав такі характеристики: його ширина становила 80-120 м, а глибини — 11,8-14,8 м. Передбачається поступове поглиблення каналу до 14 м з одночасним його розширенням до 150 м по дну. У східній частині (прилеглої до морського порту Санкт-Петербург) канал обвалований дамбами для захисту від замулення.